# Tetrapterys oleifolia
Tetrapterys oleifolia är en tvåhjärtbladig växtart som först beskrevs av George Bentham, och fick sitt nu gällande namn av August Heinrich Rudolf Grisebach. Tetrapterys oleifolia ingår i släktet Tetrapterys och familjen Malpighiaceae. Inga underarter finns listade i Catalogue of Life.